# سیارک ۳۵۲۸
سیارک ۳۵۲۸ (به انگلیسی: 3528 Counselman، نامگذاری:1981EW3) سه هزار و پانصد و بیست و هشتمین سیارک کشف شده‌است که در ۲ مارس ۱۹۸۱ کشف شد.
قدر مطلق سیارک برابر ۱۲٫۹۰ است.